# Rued Langgaard (dokumentarfilm)
|  | Denne artikel er oprettet af botten Steenthbot ud fra en ekstern database. Den kan derfor have sproglige fejl eller mangler. Denne skabelon kan fjernes efter kontrol af indholdet. |

Rued Langgaard er en dansk portrætfilm fra 1986 instrueret af Anker Li, Peter Aalbæk Jensen og Erik Zappon efter deres manuskript.

## Handling
Den danske komponist og domorganist Rued Langgaard (1893-1952) lavede mere end 400 værker. Han fik et bemærkelsesværdigt liv, en trist skæbne, hvor han aldrig rigtigt blev anerkendt i Danmark, men blev et navn i udlandet. Han blev dansk musiklivs 'Den grimme ælling', og filmen veksler mellem at dokumentere hans virke og tolke hans liv og musik.